# 藤井太洋
藤井 太洋（ふじい たいよう、1971年 -）は、日本の小説家、SF作家。日本SF作家クラブ会員・第18代会長。

## 経歴
鹿児島県大島郡瀬戸内町古仁屋（奄美大島南部）出身。瀬戸内町立古仁屋中学校、鹿児島県立錦江湾高等学校卒業。
志望の東京藝術大学芸術学部に不合格で、国際基督教大学教育学科に入学。青年団に舞台美術スタッフとして携わり、大学を中退。印刷会社のDTP制作、フリーランスのデザイナー・イラストレーターなどを経て、ソフトウェア開発会社イーフロンティアに入社。勤務の傍ら、2011年秋より小説の執筆を開始。
2012年7月26日、電子書籍によるセルフ・パブリッシングで『Gene Mapper -core-』を発表する。同作は7000部を売り上げ、Amazon.co.jpの「2012年Kindle本・年間ランキング小説・文芸部門」で1位を獲得。
2013年4月24日、『Gene Mapper -core-』を増補改稿した『Gene Mapper -full build-』が早川書房から出版され単行本デビュー。同作は『SFが読みたい! 2014年版』で発表された「ベストSF2013［国内篇］」の第4位に選ばれる。同年春には8年勤めたイーフロンティアを退社し、作家業に専念。
2015年、『オービタル・クラウド』が『SFが読みたい! 2015年版』で発表された「ベストSF2014［国内篇］」の第1位に選ばれる。同年、『オービタル・クラウド』で第35回日本SF大賞を受賞（同時受賞に長谷敏司『My Humanity』）、第46回星雲賞（日本長編部門）を受賞。同年、第18代日本SF作家クラブ会長に就任、2018年まで務める。
2019年、『ハロー・ワールド』で第40回吉川英治文学新人賞を受賞。
2022年、『マン・カインド』で第53回星雲賞（日本長編部門）を受賞（同時受賞に牧野圭祐『月とライカと吸血姫』）。本作は前年の8月まで『S-Fマガジン』で連載されており、受賞時点では単行本化されていなかった。

## エピソード
元エンジニアであるが、自身の職歴としては開発よりもプロモーションの比重が高かったとし、「文系理系で言えば文系」と称する。イーフロンティアではShadeの開発指揮を執った。
当初は会社員との兼業だったため、執筆は通勤中にiPhoneで行っていた。デビューから2021年4月までScrivener、その後Visual Studio Codeで執筆し、原稿のバージョンはGitで管理している。また、Visual Studio Codeを小説執筆向けにカスタマイズする拡張機能「novel-writer」を自ら開発、公開している。

## 作品リスト

### 単行本/文庫本
- Gene Mapper -full build- （2013年4月24日 ハヤカワ文庫）
- オービタル・クラウド （2014年2月21日 早川書房 / 2016年5月10日 ハヤカワ文庫(上下巻)）
- アンダーグラウンド・マーケット （2015年3月20日 朝日新聞出版 / 2016年7月7日 朝日文庫）
- ビッグデータ・コネクト （2015年4月10日 文春文庫）
- 公正的戦闘規範 （2017年8月25日 ハヤカワ文庫）
短編集。「コラボレーション」、「常夏の夜」、「公正的戦闘規範」、「第二内戦」、「軌道の環」の5編を収録。解説は大野万紀。
- ハロー・ワールド （2018年10月15日 講談社 / 2021年3月12日 講談社文庫）
- 東京の子 （2019年2月8日 KADOKAWA）
『文芸カドカワ』2017年3月号 - 12月号連載
- ワン・モア・ヌーク （2020年2月 新潮文庫）
新潮社『yom yom』vol.38（2015年12月号） - vol.46（2017年10月号）連載
- マン・カインド （2024年9月19日 早川書房）
早川書房 『S-Fマガジン』2017年8月号 - 2021年8月号連載

### 電子書籍
- Gene Mapper -core- （2012年7月26日 Taiyo Lab）
- UNDER GROUND MARKET （2013年2月1日 朝日新聞出版）
- UNDERGROUND MARKET ヒステリアン・ケース （2013年10月25日 朝日新聞出版）
- UNDERGROUND MARKET アービトレーター （2014年3月27日 朝日新聞出版）

### アンソロジー
「」内が藤井太洋の作品
- さよならの儀式 年刊日本SF傑作選  （2014年6月28日 創元SF文庫）「コラボレーション」
- NOVA+ バベル 書き下ろし日本SFコレクション （2014年10月7日 河出文庫）「ノー・パラドクス」
- 楽園追放 rewired サイバーパンクSF傑作選 （2014年10月17日 ハヤカワ文庫JA）「常夏の夜」
- 伊藤計劃トリビュート （2015年8月21日 ハヤカワ文庫JA）「公正的戦闘規範」
- 屍者たちの帝国 NOVA+ 書き下ろし日本SFコレクション（2015年10月3日 河出文庫）「従卒トム」
- AIと人類は共存できるか? （2016年11月 早川書房）「第二内戦」
- revisions 時間ＳＦアンソロジー （2018年12月 ハヤカワ文庫JA）「ノー・パラドクス」（『NOVA+ バベル』収録）再録
- NOVA 2019年秋号 （2019年1月 河出文庫） 「破れたリンカーンの肖像」
- 宮内悠介リクエスト! 博奕のアンソロジー （2019年1月 光文社 / 2020年2月 光文社文庫）「それなんこ?」
- おうむの夢と操り人形 （2019年8月 創元SF文庫）「おうむの夢と操り人形」
- 2010年代SF傑作選2 （2020年2月 ハヤカワ文庫JA）「従卒トム」再録
- 銀河英雄伝説列伝〈1〉 晴れあがる銀河 （2020年10月 創元SF文庫）「晴れあがる銀河」

### 雑誌掲載短編
小説
- UNDER GROUND MARKET （朝日新聞出版『小説トリッパー』 2012年冬号）
- コラボレーション （早川書房『S-Fマガジン』 2013年2月号）
- 祈り （『人工知能』(学会誌) 2015年1月号）
- ヴァンテアン （朝日新聞出版『小説トリッパー』 2015年夏号）
- 巨象の肩に乗って （講談社『小説現代』 2017年8月号）
- それなんこ？ （光文社『小説宝石』2018年7月号）
- まるで渡り鳥のように （東京創元社『紙魚の手帖』vol.04 APRIL 2022）

エッセイ
- 返さなくてよくなった青背（早川書房『S-Fマガジン』 2020年10月号）
- 韓国SF界が踏み出した第一歩（河出書房新社『文藝』2020年冬季号）

### 連載中
- ハウリング（集英社『小説すばる』2020年10月 - ）

## 出演
- 世界SF作家会議（フジテレビ）
  - 第1回 2020年7月26日放送　いとうせいこう、大森望、新井素子、小川哲とともに出演。
  - 第2回 2021年1月6日放送　 いとうせいこう、大森望、新井素子、小川哲、高山羽根子とともに出演。
- プラットフォームに分断された世界へ | 藤井 太洋 | TEDxFukuokaSalon[14]（2013年10月12日[15] ）